# Chinesische Badmintonmeisterschaft 2023
Die Chinesische Badmintonmeisterschaft 2023 fand vom 6. bis zum 13. August 2023 im Ningbo Olympic Sports Center in Ningbo statt.

## Finalergebnisse
| Disziplin    | Sieger                    | Finalist              | Ergebnis |
| ------------ | ------------------------- | --------------------- | -------- |
| Herreneinzel | Liu Liang                 | Gu Junfeng            | 2:0      |
| Dameneinzel  | Cai Yanyan                | Han Qianxi            | 2:1      |
| Herrendoppel | Xie Haonan Zhu Haiyuan    | Huang Di Sun Wenjun   | 2:1      |
| Damendoppel  | Chen Xiaofei Feng Xueying | Guo Yuxin Bao Lijing  | 2:0      |
| Mixed        | Zhou Zhihong Tang Ruizhi  | Guo Yuxin Zhang Hanyu | 2:1      |